# Silnice I/34
Die Silnice I/34 (tschechisch für: „Straße I. Klasse 34“) ist eine tschechische Staatsstraße (Straße I. Klasse).

## Verlauf

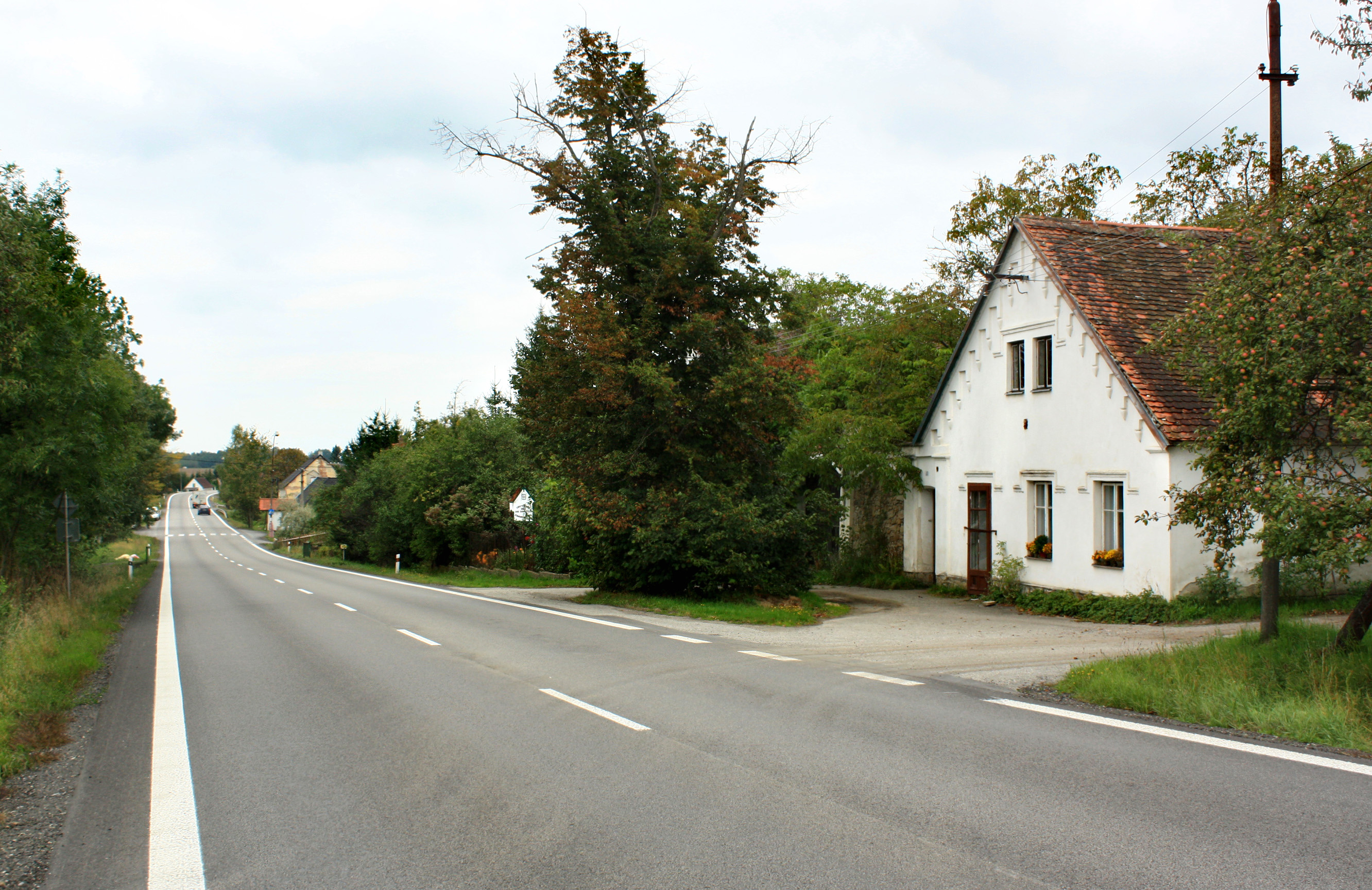
Die Straße in Stráž nad Nežárkou

Die Straße zweigt am nordöstlichen Stadtrand von Budweis (České Budějovice) von der Silnice I/3 (Europastraße 55) nach Osten ab, führt, zugleich als Europastraße 551, über Lišov (Lischau) nach Třeboň (Wittingau), vereinigt sich dort auf eine Länge von rund 2 Kilometer mit der Silnice I/24 (Europastraße 49), verlässt diese in nordöstlicher Richtung und führt über Stráž nad Nežárkou (Platz an der Naser) nach Jindřichův Hradec (Neuhaus), wo die Silnice I/23 auf sie trifft, von dort mit dieser weiter bis Jarošov nad Nežárkou (Jareschau), wo sich die Silnice I/23 wieder von ihr trennt, und weiter über Kamenice nad Lipou  (Kamnitz an der Linde) nach Pelhřimov (Pilgrams), an dessen nördlichem Stadtrand der westliche Teilabschnitt der Silnice I/19 an ihr endet. Die Silnice I/34 verläuft weiter in nordöstlicher Richtung  nach Humpolec (Humpoletz, nach 1939 vorübergehend Gumpolds) und kreuzt dabei die Dálnice 1 (Europastraße 50) an deren Anschlussstelle (exit) 90, wo auch die Europastraße 551 endet. In ihrem weiteren Verlauf erreicht die Straße Havlíčkův Brod (Deutsch Brod), verläuft hier ein kurzes Stück gemeinsam mit der Silnice I/38, zweigt von dieser nach Osten ab und trennt sich nach 6 Kilometern bei Rouštany vom östlichen Teilabschnitt der Silnice I/19. In Ždírec nad Doubravou (Zdiretz) wird die Silnice I/37 gekreuzt. Die Fortsetzung der Silnice I/34 erreicht sodann Hlinsko v Čechách, wendet sich hier nach Osten und erreicht über Polička die Stadt Svitavy (Zwittau), wo sie die Silnice I/43 (Europastraße 461) kreuzt. Nach weiteren 4 Kilometer endet sie an der Silnice I/35 (Europastraße 442).
Die Länge der Straße beträgt knapp 203 Kilometer.

## Geschichte
Von 1940 bis 1945 bildete die Straße bis Jindřichův Hradec (Neuhaus) einen Teil der Reichsstraße 371 und ab Humpolec einen Teil der Reichsstraße 349.